# Luisa di Borbone-Montpensier
Luisa di Borbone-Montpensier (19 giugno 1482 – 15 luglio 1561) è stata la prima duchessa di Montpensier, dal 1522 alla sua morte.

## Biografia
Luisa era figlia di Gilberto di Borbone, conte di Montpensier e delfino di Alvernia, e Clara Gonzaga.
Sposò in prime nozze, nel 1499, André III de Chauvigny († 1503), principe di Déols e visconte di Brosse, da cui, sembra, non ebbe figli.
Nel 1504 si risposò con un lontano cugino, Luigi di Borbone-Vendôme, principe di La Roche-sur-Yon.
Nel 1523, quando il fratello Carlo, duca di Borbone e conte di Montpensier, tradì il re di Francia Francesco I rifugiandosi da Carlo V d'Asburgo, Luisa poté recuperare Montpensier, che fu elevato da contea a ducato. Poiché era già rimasta vedova del secondo marito, Luisa governò il ducato da sola; alla sua morte, Montpensier andrà al figlio Luigi.

## Discendenza
Luisa e Luigi ebbero tre figli:
- Suzanne (1508 † 1570), sposatasi nel 1529 con Claude de Rieux (+1532);
- Luigi III (1513 † 1582), duca di Montpensier;
- Carlo (1515 † 1565), principe di La Roche-sur-Yon.

## Ascendenza
|                                 |                      |                                  | Genitori                            |  |  | Nonni |  |  | Bisnonni              |  |  | Trisnonni           |  |
|                                 |                      |                                  |                                     |  |  |       |  |  | Giovanni I di Borbone |  |  | Luigi II di Borbone |  |
|                                 |                      |                                  |                                     |  |  |       |  |  | Giovanni I di Borbone |  |  | Luigi II di Borbone |  |
|                                 |                      | Anna di Forez                    |                                     |  |  |       |  |  | Giovanni I di Borbone |  |  |                     |  |
| Luigi I di Montpensier          |                      |                                  |                                     |  |  |       |  |  | Giovanni I di Borbone |  |  |                     |  |
|                                 |                      | Maria di Berry                   | Giovanni di Valois                  |  |  |       |  |  |                       |  |  |                     |  |
|                                 |                      | Maria di Berry                   | Giovanni di Valois                  |  |  |       |  |  |                       |  |  |                     |  |
|                                 |                      | Maria di Berry                   | Giovanna d'Armagnac                 |  |  |       |  |  |                       |  |  |                     |  |
| Gilberto di Borbone-Montpensier |                      | Maria di Berry                   |                                     |  |  |       |  |  |                       |  |  |                     |  |
|                                 |                      | Bertrando V di La Tour           | Bertrando IV di La Tour             |  |  |       |  |  |                       |  |  |                     |  |
|                                 |                      | Bertrando V di La Tour           | Bertrando IV di La Tour             |  |  |       |  |  |                       |  |  |                     |  |
|                                 |                      | Bertrando V di La Tour           | Maria I d'Alvernia                  |  |  |       |  |  |                       |  |  |                     |  |
| Gabriella di La Tour d'Auvergne |                      | Bertrando V di La Tour           |                                     |  |  |       |  |  |                       |  |  |                     |  |
|                                 |                      | Giacomina dello Peschin          | Luigi dello Peschin                 |  |  |       |  |  |                       |  |  |                     |  |
|                                 |                      | Giacomina dello Peschin          | Luigi dello Peschin                 |  |  |       |  |  |                       |  |  |                     |  |
|                                 |                      | Giacomina dello Peschin          | Yseul di Sully                      |  |  |       |  |  |                       |  |  |                     |  |
| Luisa di Borbone-Montpensier    |                      | Giacomina dello Peschin          |                                     |  |  |       |  |  |                       |  |  |                     |  |
|                                 | Ludovico III Gonzaga | Gianfrancesco Gonzaga            |                                     |  |  |       |  |  |                       |  |  |                     |  |
|                                 | Ludovico III Gonzaga | Gianfrancesco Gonzaga            |                                     |  |  |       |  |  |                       |  |  |                     |  |
|                                 | Ludovico III Gonzaga | Paola Malatesta                  |                                     |  |  |       |  |  |                       |  |  |                     |  |
| Federico I Gonzaga              | Ludovico III Gonzaga |                                  |                                     |  |  |       |  |  |                       |  |  |                     |  |
|                                 |                      | Barbara di Brandeburgo           | Giovanni l'Alchimista               |  |  |       |  |  |                       |  |  |                     |  |
|                                 |                      | Barbara di Brandeburgo           | Giovanni l'Alchimista               |  |  |       |  |  |                       |  |  |                     |  |
|                                 |                      | Barbara di Brandeburgo           | Barbara di Sassonia-Wittenberg      |  |  |       |  |  |                       |  |  |                     |  |
| Chiara Gonzaga                  |                      | Barbara di Brandeburgo           |                                     |  |  |       |  |  |                       |  |  |                     |  |
|                                 |                      | Alberto III di Baviera           | Ernesto di Baviera-Monaco           |  |  |       |  |  |                       |  |  |                     |  |
|                                 |                      | Alberto III di Baviera           | Ernesto di Baviera-Monaco           |  |  |       |  |  |                       |  |  |                     |  |
|                                 |                      | Alberto III di Baviera           | Elisabetta Visconti                 |  |  |       |  |  |                       |  |  |                     |  |
| Margherita di Baviera           |                      | Alberto III di Baviera           |                                     |  |  |       |  |  |                       |  |  |                     |  |
|                                 |                      | Anna di Braunschweig-Grubenhagen | Erich I di Braunschweig-Grubenhagen |  |  |       |  |  |                       |  |  |                     |  |
|                                 |                      | Anna di Braunschweig-Grubenhagen | Erich I di Braunschweig-Grubenhagen |  |  |       |  |  |                       |  |  |                     |  |
|                                 |                      | Anna di Braunschweig-Grubenhagen | Elisabetta di Brunswick-Göttingen   |  |  |       |  |  |                       |  |  |                     |  |
|                                 |                      | Anna di Braunschweig-Grubenhagen |                                     |  |  |       |  |  |                       |  |  |                     |  |